# トゥエンティ20カップ
トゥエンティ20カップ（英: Twenty20 Cup）は、イングランド及びウェールズのトゥエンティ20方式のプロクリケットリーグ。リーグの名称は、ヴァイタリティ・ブラスト（英:  Vitality Blast）とも言われる。

## 概要
トゥエンティ20方式の開始により、2003年に発足。イングランド・ウェールズクリケット委員会（ECB）がリーグを管轄。参加クラブは18。シーズンは7月に開幕し、9月に閉幕する。2つのディビジョンがあり、各上位チームが決勝トーナメントに進出し、優勝を決める。

## 参加クラブ

### ノーザン・ディビジョン
- ダービーシャー・ファルコンズ（Derbyshire Falcons）
- ダラム・ライオンズ（Durham Lions）
- ランカシャー・ライトニング（Lancashire Lightning）
- レスターシャー・フォクシーズ（Leicestershire Foxes）
- ノーサンプトンシャー・スティールバックス（Northamptonshire Steelbacks）
- ノッツ・アウトローズ（Notts Outlaws）
- バーミンガム・ベアーズ（Birmingham Bears）
- ウスターシャー・ラピッズ（Worcestershire Rapids）
- ヨークシャー・ヴァイキングス（Yorkshire Vikings）

### サザン・ディビジョン
- エセックス・イーグルス（Essex Eagles）
- グラモーガン（Glamorgan）
- グロスタシャー（Gloucestershire）
- ハンプシャー（Hampshire）
- ケント・スピットファイアーズ（Kent Spitfires）
- ミドルセックス（Middlesex）
- サマセット（Somerset）
- サリ―（Surrey）
- サセックス・シャークス（Sussex Sharks）

## 優勝クラブ
- 2003 - サリ―
- 2004 - レスターシャー・フォクシーズ
- 2005 - サマセット
- 2006 - レスターシャー・フォクシーズ
- 2007 - ケント・スピットファイアーズ
- 2008 - ミドルセックス
- 2009 - サセックス・シャークス
- 2010 - ハンプシャー
- 2011 - レスターシャー・フォクシーズ
- 2012 - ハンプシャー
- 2013 - ノーサンプトンシャー・スティールバックス
- 2014 - バーミンガム・ベアーズ
- 2015 - ランカシャー・ライトニング
- 2016 - ノーサンプトンシャー・スティールバックス
- 2017 - ノッツ・アウトローズ
- 2018 - ウスターシャー・ラピッズ
- 2019 - エセックス・イーグルス
- 2020 - ノッツ・アウトローズ
- 2021 - ケント・スピットファイアーズ
- 2022 - ハンプシャー・ホークス